# Georges Senfftleben
Georges Senfftleben (Clamart, 19 december 1922 – Èze, 24 augustus 1988) was een Frans baanwielrenner.

## Belangrijkste overwinningen
1944
- Frans kampioen sprint

1947
- Frans kampioen sprint

1948
- Frans kampioen sprint

1951
- Frans kampioen sprint

1952
- Zesdaagse van Hannover (met Emile Carrara)
- Zesdaagse van Saint-Etienne (met Emile Carrara)

1954
- Zesdaagse van Parijs (met Roger Godeau)
- Zesdaagse van Aarhus (met Roger Godeau)
- Zesdaagse van Brussel (met Dominique Forlini)

1955
- Zesdaagse van Frankfurt (met Dominique Forlini)

1956
- Zesdaagse van Kopenhagen (met Dominique Forlini)